# Cyclopidina euacantha
Cyclopidina euacantha – gatunek widłonoga z rodziny Cyclopinidae; jedyny przedstawiciel rodzaju Cyclopidina.

## Systematyka
Gatunek ten opisał w 1918 roku norweski hydrobiolog Georg Ossian Sars, nadając mu nazwę Cyclopina euacantha. W 1940 roku austriacki biolog Adolf Steuer wprowadził dla niego osobny rodzaj Cyclopidina.